# Paul Meng Ningyou
Paul Meng Ningyou (chiń. 孟寧友; ur. 8 stycznia 1963) – chiński duchowny katolicki, arcybiskup metropolita Taiyuan od 2013.

## Życiorys
Święcenia kapłańskie otrzymał 29 czerwca 1991.
Wybrany biskupem koadiutorem biskupa Sylvestra Li Jiantanga. Sakrę biskupią przyjął z mandatem papieskim 16 września 2010. 24 listopada 2013 został arcybiskupem metropolitą Taiyuan.